# Normanniasaurus
Normanniasaurus („Ještěr z Normandie“) byl rod titanosaurního sauropoda, žijícího v období spodní křídy (geologický věk alb, asi před 110 miliony let) na území departementu Seine-Maritime na severozápadě Francie.

## Historie
V odborné literatuře byly fosilie tohoto titanosaura poprvé zmíněny roku 1984. Až později byl ale tento materiál přisouzen právě rodu Normanniasaurus.
Holotyp nese označení MHNH-2013.2.1.1 až MHNH-2013.2.1.12 a je uložen v instituci Museum d’histoire naturelle du Havre. Tohoto dinosaura pak formálně popsali paleontologové Jean Le Loeuff, Suravech Suteethorn a Eric Buffetaut v roce 2013 jako typový druh Normanniasaurus gencey. Rodové jméno odkazuje k oblasti objevu (Normannia jako starší označení Normandie), druhové pak k objeviteli zkamenělin Pierru Genceymu, který fosilie sauropoda objevil v červenci roku 1990.

## Zařazení
Normanniasaurus byl bazálním (vývojově primitivním) zástupcem kladu Titanosauria, zřejmě blízce příbuzným rodům Epachthosaurus a Andesaurus.